# Gaston Coquel
Gaston Coquel, né le 4 janvier 1901 à Roubaix et mort le 2 avril 1983 à Arras, est un syndicaliste et homme politique français. Membre du Parti communiste français, il est conseiller général du canton de Cambrin de 1945 à 1949, puis député du Pas-de-Calais de 1956 à 1958.

## Biographie
Fils d'un ouvrier-tisserand, Gaston Coquel entre lui-même à la fabrique après son certificat d'études. Il est réquisitionné et déporté comme travailleur par les Allemands à l'âge de 15 ans, pendant la Première Guerre mondiale. De retour en France, il entre dans une usine métallurgique à Béthune.
Après son service militaire, il s'engage dans le syndicalisme, au sein de la CGTU, et adhère au parti communiste en 1923. Il évolue alors dans le sillage de Maurice Thorez, dirigeant de la fédération communiste du Pas-de-Calais, en pleine ascension.
Secrétaire des jeunesses communistes de Béthune, puis permanent de cette organisation à partir de 1926, Gaston Coquel est ensuite à la fois responsable régional de la CGTU et du PCF, cette dernière fonction partagée avec Arthur Ramette.
Candidat à de nombreuses élections locales dans les années 1920, il n'est jamais élu.
À partir de 1930, il séjourne pendant plus de deux ans à Moscou pour suivre la formation de l'école léniniste internationale.
Brièvement secrétaire national des jeunesses communistes en 1933, il doit quitter cette responsabilité du fait de l'opposition d'André Marty, qui l'avait rencontré à Moscou.
Gaston Coquel exerce alors divers petits métiers, tout en continuant de militer. Tête de liste communiste aux municipales à Lille en 1935, il est l'année suivante candidat aux législatives et se désiste en faveur du socialiste Henri Cadot, contribuant à la victoire du Front populaire dans la circonscription.
Mobilisé en 1939, fait prisonnier en 1940, il passe toute la guerre dans un stalag en province de Prusse-Orientale.
Conseiller général, élu dans le canton de Cambrin, en 1945, il devient en même temps secrétaire de l'union départementale CGT à partir de 1946. L'année suivante, c'est à ce titre qu'il s'oppose à la stratégie extrémiste d'Auguste Lecœur dans la façon de mener les grèves.
Ayant perdu son mandat électoral en 1949, et tentant vainement de le reconquérir lors des élections suivantes, il se consacre à son activité syndicale.
En 1954, cependant, il quitte la direction de la CGT départementale. Candidat malheureux à la succession du député René Camphin en 1954, il devient ensuite secrétaire de la fédération communiste du Pas-de-Calais.
En 1956, Gaston Coquel est élu député et quitte la direction fédérale. À la Chambre des députés, il est membre de la commission du travail et de la Sécurité sociale pendant toute la durée de son mandat, et de la commission des territoires d'outre-mer à partir de 1956.
Battu lors des législatives de 1958, il ne parvient pas à retrouver son siège lors des élections suivantes.
À partir de 1971, il se consacre à son mandat de conseiller municipal d'Arras qu'il vient d'obtenir.
Gaston Coquel ne participe pas aux municipales de 1977, mais conserve une activité militante en tant que président de l’Association départementale des vétérans du PCF et membre du Bureau national en 1980.